# Riesa (stacja kolejowa)
Riesa – stacja kolejowa w Riesa, w kraju związkowym Saksonia, w Niemczech. Znajdują się tu 4 perony.